# Lista celor mai mari cascade din lume în funcție de înălțime

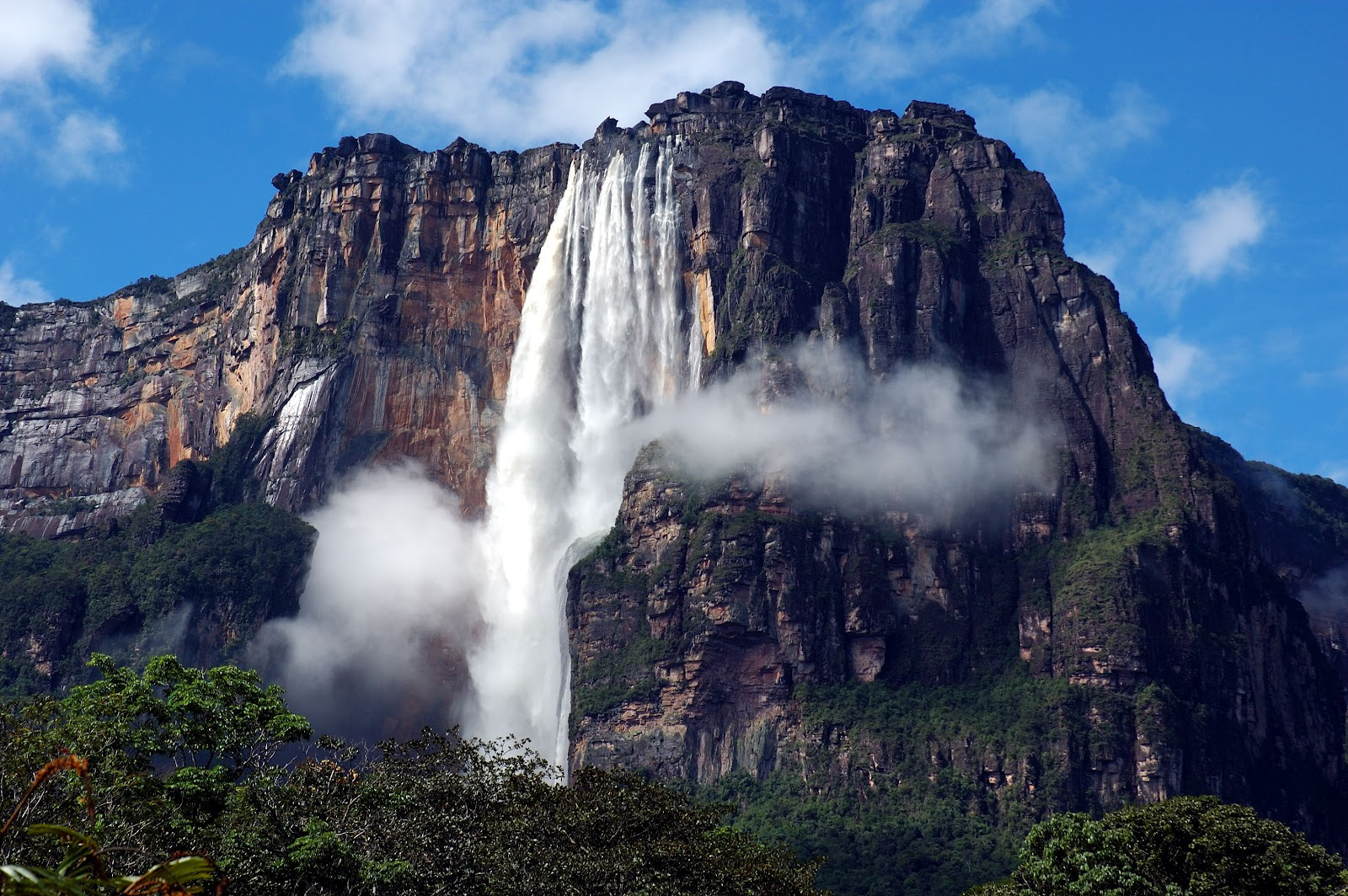
Cascada Angel din Venezuela, cea mai mare cădere de apă din lume după înălțime

Lista celor mai mari cascade din lume în funcție de înălțime include căderile de apă (cascade și cataracte) cu o înălțime de peste 450 m. 
Nu există o definiție universal acceptată a unei cascade:372. Aceasta este în general definită ca un punct de pe cursul unei ape curgătoare unde apa curge în plan vertical, peste o prăpastie sau un perete abrupt. În 2000, M.C.G. Mabin a specificat că „distanța în plan orizontal dintre pozițiile buzei și bazinului de acumulare de la baza cascadei nu trebuie să depășească aproximativ 25% din înălțimea cascadei”:86. Există diverse tipuri și metode de clasificare a cascadelor, unii cercetători incluzând cataractele (serii de trepte) ca o subsecțiune:61.
Lista include trei secțiuni, prima incluzând căderi de apă naturale (cascade și cataracte, indiferent de numărul de trepte) clasificate după înălțimea totală, cea de-a doua incluzând cascade naturale (căderi de apă formate dintr-o singură treaptă), iar cea de-a treia incluzând căderi de apă artificiale.
Ordinea în tabele este descrescătoare, în funcție de valorile înălțimii. 

## Lista celor mai mari căderi de apă din lume după înălțimea totală
| Imagine | Nume                                                                  | Înălțime m | Locație                         | Țară          | Coordonate                                                     | Note     |
|         |                                                                       |            |                                 |               |                                                                |          |
| ------- | --------------------------------------------------------------------- | ---------- | ------------------------------- | ------------- | -------------------------------------------------------------- | -------- |
|         | Cascada Angel (în spaniolă Salto Ángel)                               | 979        | Bolívar                         | Venezuela     | 5°58′03″N 62°32′08″W / 5.9675°N 62.535556°V                    | [ W 1 ]  |
|         | Cascada Tugela (în engleză Tugela Falls)                              | 947        | KwaZulu-Natal                   | Africa de Sud | 28°45′08″S 28°53′39″E / 28.7522°S 28.8941°E                    | [ 5 ]    |
|         | Cascada Tres Hermanas (în spaniolă Cataratas las Tres Hermanas)       | 914        | Junin                           | Peru          | 11°58′41″S 73°38′53″W / 11.9781°S 73.6481°V                    | [ W 2 ]  |
|         | Cascada Olo'upena (în engleză Olo'upena Falls)                        | 900        | Hawaii                          | Statele Unite | 21°09′53″N 156°51′34″W / 21.164722°N 156.859444°V              | [ W 3 ]  |
|         | Cascada Yumbilla (în spaniolă es:Catarata Yumbilla)                   | 896        | Amazonas                        | Peru          | 5°55′12″S 77°54′04″W / 5.9199°S 77.9012°V                      | [ W 4 ]  |
|         | Cascada Skorg (în norvegiană Skorgfossen)                             | 875        | Møre og Romsdal                 | Norvegia      | 62°40′08″N 8°42′18″E / 62.66886061908222°N 8.705041629937416°E | [ W 5 ]  |
|         | Cascada Balåi (în norvegiană Balåifossen)                             | 850        | Vestland                        | Norvegia      | 60°33′41″N 7°00′29″E / 60.561389°N 7.008056°E                  | [ W 6 ]  |
|         | Cascada Vinnu (în norvegiană Vinnufossen)                             | 845        | Møre og Romsdal                 | Norvegia      | 62°39′51″N 8°40′11″E / 62.664167°N 8.669722°E                  | [ W 7 ]  |
|         | Cascada Mattenbach (în germană Mattenbachfall)                        | 840        | Lauterbrunnen                   | Elveția       | 46°32′48″N 7°54′35″E / 46.546543°N 7.909857°E                  | [ W 8 ]  |
|         | Cascada Pu'uka'oku (în engleză Pu'uka'oku Falls)                      | 840        | Hawaii                          | Statele Unite | 21°09′34″N 156°51′04″W / 21.1595°N 156.851°V                   | [ W 9 ]  |
|         | Cascada James Bruce (în engleză James Bruce Falls)                    | 840        | Columbia Britanică              | Canada        | 50°13′08″N 123°46′57″W / 50.218889°N 123.7825°V                | [ W 10 ] |
|         | Cascada Browne (în engleză Browne Falls)                              | 836        | Southland, Insula de Sud        | Noua Zeelandă | 45°23′55″S 167°05′07″E / 45.398611°S 167.085278°E              | [ W 11 ] |
|         | Cascada Strupen (în norvegiană Strupenfossen)                         | 820        | Vestland                        | Norvegia      | 61°42′29″N 6°38′06″E / 61.70811°N 6.63512°E                    | [ W 12 ] |
|         | Cascada Ramnefjells (în norvegiană Ramnefjellsfossen)                 | 818        | Vestland                        | Norvegia      | 61°47′25″N 6°57′48″E / 61.790395°N 6.963233°E                  | [ W 13 ] |
|         | Cascada Waihilau (în engleză Waihilau Falls)                          | 792        | Hawaii                          | Statele Unite | 20°06′48″N 155°39′27″W / 20.113333°N 155.6575°V                | [ W 14 ] |
|         | Cascada Colonial Creek (în engleză Colonial Creek Falls)              | 788        | Washington                      | Statele Unite | 48°40′13″N 121°08′26″W / 48.67023°N 121.14044°V                | [ W 15 ] |
|         | Cascada Monge (în norvegiană Mongefossen)                             | 773        | Møre og Romsdal                 | Norvegia      | 62°26′34″N 7°53′43″E / 62.4428°N 7.8953°E                      | [ W 16 ] |
|         | Cascada Gocta (în spaniolă Catarata Gocta)                            | 771        | Amazonas                        | Peru          | 6°01′14″S 77°53′08″W / 6.020556°S 77.885556°V                  | [ W 17 ] |
|         | Cascada Mutarazi (în engleză Mutarazi Falls)                          | 762        | Manicaland                      | Zimbabwe      | 18°29′02″S 32°47′28″E / 18.484027°S 32.791215°E                | [ W 18 ] |
|         | Cascada Kjel (în norvegiană Kjelfossen)                               | 755        | Vestland                        | Norvegia      | 60°52′29″N 6°51′43″E / 60.874722°N 6.861944°E                  | [ W 19 ] |
|         | Cascada Johannesburg (în engleză Johannesburg Falls)                  | 751        | Washington                      | Statele Unite | 48°28′36″N 121°05′29″W / 48.47655°N 121.09132°V                | [ W 20 ] |
|         | Cascada Yosemite (în engleză Yosemite Falls)                          | 739        | California                      | Statele Unite | 37°45′25″N 119°35′48″W / 37.756845°N 119.596785°V              | [ W 21 ] |
|         | Cascada Cloudcap (în engleză Cloudcap Falls)                          | 732        | Washington                      | Statele Unite | 48°48′50″N 121°33′50″W / 48.813889°N 121.563889°V              | [ W 22 ] |
|         | Cascada Trou de Fer (în franceză Cascades de Trou de Fer)             | 725        | Réunion                         | Franța        | 21°02′25″S 55°33′25″E / 21.040278°S 55.556944°E                | [ W 23 ] |
|         | Cascada Ølmåa (în norvegiană Ølmåafossen)                             | 720        | Møre og Romsdal                 | Norvegia      | 62°26′00″N 7°49′00″E / 62.4333°N 7.81667°E                     | [ W 24 ] |
|         | Cascada Manawainui (în engleză Manawainui Falls)                      | 719        | Hawaii                          | Statele Unite | 20°41′07″N 156°07′05″W / 20.6853161°N 156.118119°V             | [ W 25 ] |
|         | Cascada Kjerag (în norvegiană Kjeragfossen)                           | 715        | Rogaland                        | Norvegia      | 59°02′09″N 6°35′11″E / 59.0358°N 6.5863°E                      | [ W 26 ] |
|         | Cascada Yutajé (în spaniolă Salto Yutajé)                             | 715        | Amazonas                        | Venezuela     | 5°42′17″N 66°02′33″W / 5.70464346°N 66.0424974°V               | [ W 27 ] |
|         | Cascada Avalanche Basin (în engleză Avalanche Basin Falls)            | 707        | Montana                         | Statele Unite | 48°38′46″N 113°45′56″W / 48.64611°N 113.76553°V                | [ W 28 ] |
|         | Cascada Harrison Basin (în engleză Harrison Basin Falls)              | 707        | Montana                         | Statele Unite | 48°35′06″N 113°42′25″W / 48.58495°N 113.70702°V                | [ W 29 ] |
|         | Cascada Haloku (în engleză Haloku Falls)                              | 700        | Hawaii                          | Statele Unite | 21°09′28″N 156°51′36″W / 21.1578007°N 156.859894°V             | [ W 30 ] |
|         | Cascada Chamberlain (în engleză Chamberlain Falls)                    | 700        | Southland, Insula de Sud        | Noua Zeelandă | 45°22′34″S 167°03′46″E / 45.3761°S 167.0628°E                  | [ W 31 ] |
|         | Cascada Dønte (în norvegiană Døntefossen)                             | 700        | Møre og Romsdal                 | Norvegia      | 62°23′59″N 7°59′17″E / 62.3997702°N 7.988089°E                 | [ W 32 ] |
|         | Cascada Kadamaian (în malaieză Air Terjun Kadamaian)                  | 700        | Parcul Național Kinabalu, Sabah | Malaysia      | 60°04′32″N 6°18′55″E / 60.0755884°N 6.3151887°E                | [ W 33 ] |
|         | Cascada Spire (în norvegiană Spirefossen)                             | 690        | Vestland                        | Norvegia      | 61°43′23″N 6°37′19″E / 61.7230818°N 6.6218312°E                | [ W 34 ] |
|         | Cascada Lake Unknown (în engleză Lake Unknown Falls)                  | 680        | Otago                           | Noua Zeelandă | 44°38′07″S 168°17′11″E / 44.635408°S 168.286396°E              | [ W 35 ] |
|         | Cascada Cuquenan (în engleză Cuquenan Falls)                          | 674        | Bolívar                         | Venezuela     | 5°10′24″N 60°49′46″W / 5.173225°N 60.829558°V                  | [ W 36 ] |
|         | Cascada Albă (în franceză Cascade Blanche)                            | 640        | Réunion                         | Franța        | 21°00′43″S 55°35′04″E / 21.01197°S 55.5845°E                   | [ W 37 ] |
|         | Cascada La Chorrera (în spaniolă Cascada de la Chorrera)              | 590        | Cundinamarca                    | Columbia      | 4°35′45″N 73°57′26″W / 4.595855260906362°N 73.9572345179094°V  | [ 6 ]    |
|         | Cascada Sutherland (în engleză Sutherland Falls)                      | 580        | Southland, Insula de Sud        | Noua Zeelandă | 44°48′07″S 167°43′51″E / 44.8019°S 167.7308°E                  | [ W 38 ] |
|         | Cascada Kunchikal (în tamilă குஞ்சிகல் அருவி, transliterat: Kuñcikal aruvi) | 455        | Shimoga, Karnataka              | India         | 13°41′41″N 75°01′05″E / 13.6947°N 75.01813°E                   | [ W 39 ] |

## Lista celor mai mari cascade din lume după înălțime
| Imagine | Nume                                                                       | Înălțime m | Locație            | Țară          | Coordonate                                                      | Note     |
|         |                                                                            |            |                    |               |                                                                 |          |
| ------- | -------------------------------------------------------------------------- | ---------- | ------------------ | ------------- | --------------------------------------------------------------- | -------- |
|         | Cascada Angel (în spaniolă Salto Ángel)                                    | 807        | Bolívar            | Venezuela     | 5°58′03″N 62°32′08″W / 5.9675°N 62.535556°V                     | [ W 1 ]  |
|         | Cascada Waihilau (în engleză Waihilau Falls)                               | 792        | Hawaii             | Statele Unite | 20°06′48″N 155°39′27″W / 20.113333°N 155.6575°V                 | [ W 14 ] |
|         | Cascada Monge (în norvegiană Mongefossen)                                  | 773        | Møre og Romsdal    | Norvegia      | 62°26′34″N 7°53′43″E / 62.4428°N 7.8953°E                       | [ W 16 ] |
|         | Cascada Manawainui (în engleză Manawainui Falls)                           | 719        | Hawaii             | Statele Unite | 20°41′07″N 156°07′05″W / 20.6853161°N 156.118119°V              | [ W 25 ] |
|         | Cascada Kjerag (în norvegiană Kjeragfossen)                                | 715        | Rogaland           | Norvegia      | 59°02′09″N 6°35′11″E / 59.0358°N 6.5863°E                       | [ W 26 ] |
|         | Cascada Tåg (în norvegiană Tågfossen)                                      | 710        | Møre og Romsdal    | Norvegia      | 62°35′18″N 8°32′09″E / 62.58836°N 8.53586°E                     | [ W 40 ] |
|         | Cascada Ølmåa (în norvegiană Ølmåafossen)                                  | 710        | Møre og Romsdal    | Norvegia      | 62°26′00″N 7°49′00″E / 62.4333°N 7.81667°E                      | [ W 24 ] |
|         | Cascada Kukenaam (în spaniolă Salto Kukenaam)                              | 674        | Bolívar            | Venezuela     | 5°10′24″N 60°49′46″W / 5.173225°N 60.829558°V                   | [ W 41 ] |
|         | Cascada Lang (în norvegiană Langfossen)                                    | 612        | Vestland           | Norvegia      | 59°50′24″N 6°20′36″E / 59.8400276°N 6.343217529°E               | [ W 42 ] |
|         | Cascada Tverrgrov (în norvegiană Tverrgrovfossen)                          | 610        | Møre og Romsdal    | Norvegia      | 62°25′48″N 8°16′26″E / 62.4299101°N 8.2738088°E                 | [ W 43 ] |
|         | Cascada Iguapo (în spaniolă Salto del Iguapo)                              | 600        | Bolívar            | Venezuela     | 3°38′30″N 65°24′49″W / 3.64165331°N 65.4137417°V                | [ W 44 ] |
|         | Cascada Vinnu (în norvegiană Vinnufossen)                                  | 575        | Møre og Romsdal    | Norvegia      | 62°39′51″N 8°40′11″E / 62.664167°N 8.669722°E                   | [ W 7 ]  |
|         | Cascada Kveå (în norvegiană Kveåfossen)                                    | 570        | Vestland           | Norvegia      | 61°28′40″N 7°37′48″E / 61.4776597°N 7.6299232°E                 | [ W 45 ] |
|         | Cascada Høvla (în norvegiană Høvlafossen)                                  | 550        | Møre og Romsdal    | Norvegia      | 62°25′32″N 8°16′49″E / 62.4254284°N 8.280296°E                  | [ W 46 ] |
|         | Cascada Ventisquero Colgante (în spaniolă Cascada de Ventisquero Colgante) | 549        | Aisén              | Chile         | 44°26′16″S 72°30′10″W / 44.4377°S 72.5027°V                     | [ W 47 ] |
|         | Cascada Chorros de Cura (în spaniolă Chorros de Cura)                      | 549        | Aragua             | Venezuela     | 9°59′53″N 66°53′36″W / 9.998170°N 66.893436°V                   | [ W 48 ] |
|         | Cascada Gocta (în spaniolă Catarata Gocta)                                 | 540        | Amazonas           | Peru          | 6°01′14″S 77°53′08″W / 6.020556°S 77.885556°V                   | [ W 17 ] |
|         | Cascada Krok (în norvegiană Krokfossen)                                    | 530        | Vestland           | Norvegia      | 60°05′18″N 6°16′19″E / 60.0882473°N 6.2720273°E                 | [ W 49 ] |
|         | Cascada Svello (în norvegiană Svellofossen)                                | 525        | Vestland           | Norvegia      | 60°24′50″N 7°06′23″E / 60.4137969°N 7.1064409°E                 | [ W 50 ] |
|         | Cascada Heggur (în norvegiană Heggurfossen)                                | 509        | Møre og Romsdal    | Norvegia      | 62°16′50″N 7°22′50″E / 62.2806104°N 7.3805631°E                 | [ W 51 ] |
|         | Cascada Hannoki (în japoneză ハンノキ滝, transliterat: Han'noki taki)      | 500        | Toyama             | Japonia       | 36°34′29″N 137°31′20″E / 36.57472506374732°N 137.522319562718°E | [ 7 ]    |
|         | Cascada Ribbon (în engleză Ribbon Fall)                                    | 491        | California         | Statele Unite | 37°44′10″N 119°38′51″W / 37.73607°N 119.64750°V                 | [ W 52 ] |
|         | Cascada Wall of Tears (în engleză Wall of Tears)                           | 488        | Hawaii             | Statele Unite | 20°54′04″N 156°35′00″W / 20.9011°N 156.5834°V                   | [ W 53 ] |
|         | Cascada Mutarazi (în engleză Mutarazi Falls)                               | 479        | Manicaland         | Zimbabwe      | 18°29′02″S 32°47′28″E / 18.484027°S 32.791215°E                 | [ W 18 ] |
|         | Cascada Lake Frances (în engleză Lake Frances Falls)                       | 475        | Montana            | Statele Unite | 48°56′02″N 114°00′49″W / 48.93376°N 114.01356°V                 | [ W 54 ] |
|         | Cascada Cerberus (în engleză Cerberus Falls)                               | 475        | Columbia Britanică | Canada        | 51°53′39″N 117°04′19″W / 51.894048°N 117.072°V                  | [ W 55 ] |
|         | Cascada Flueseeli (în germană Flueseelifall)                               | 465        | Berna              | Elveția       | 46°24′38″N 7°29′52″E / 46.4106784°N 7.497717792°E               | [ W 56 ] |
|         | Cascada Piedra Bolada (în spaniolă Cascada de Piedra Bolada)               | 453        | Chihuahua          | Mexic         | 28°08′33″N 108°13′38″W / 28.1426311°N 108.227243°V              | [ W 57 ] |
|         | Cascada Keana'awi (în engleză Keana'awi Falls)                             | 450        | Hawaii             | Statele Unite | 22°05′08″N 159°29′39″W / 22.085566°N 159.494273°V               | [ W 58 ] |

## Lista celor mai mari cascade artificiale din lume după înălțime
| Imagine | Nume | Înălțime m | Locație                                  | Țară          | Observații | Coordonate                                                         | Note          |
|         | |            |                                          |               | |                                                                    |               |
| ------- | --- | ---------- | ---------------------------------------- | ------------- | --- | ------------------------------------------------------------------ | ------------- |
|         | Cascada Marmore (în italiană Cascata delle Marmore)                                                                                                | 165        | Parco Fluviale del Nera, Terni           | Italia        | Cea mai înaltă cascadă artificială din lume, creată de vechii romani                                                                  | 42°32′39″N 12°43′16″E / 42.5441°N 12.7211°E                        | [ 8 ]         |
|         | Cascada artificială Liebian (în chineză: 人造瀑布, transliterat: Rénzào pùbù)                                                                      | 108        | Liebian International Plaza, Guiyang     | China         | Cascada se revarsă pe fațada unui zgârie-nori, cea mai înaltă cascadă urbană din lume                                                 | 26°39′01″N 106°37′26″E / 26.650184357519958°N 106.62387462310222°E | [ 9 ] [ 10 ]  |
|         | Hverfandi (în islandeză Hverfandi) | 100        | Fljótsdalshérað                          | Islanda       | Cascada constituie de fapt deversorul lacului de acumulare al centralei hidroelectrice Kárahnjúkar, curge doar în perioadele ploioase | 64°56′02″N 15°47′48″W / 64.93393319636525°N 15.79673426718178°V    | [ 11 ]        |
|         | Cascada Edmonton Great Divide (în engleză Edmonton Great Divide Waterfall)                                                                         | 64         | High Level Bridge, Edmonton              | Canada        | Cea mai înaltă cascadă artificială din America, funcționarea a fost oprită în 2009 din cauza problemelor de mediu                     | 53°31′50″N 113°30′38″W / 53.530556°N 113.510667°V                  | [ 12 ]        |
|         | Revărsarea lacului Peigneur (în engleză Lake Peigneur Waterfall)                                                                                   | 50         | Delcambre Canal, Louisiana               | Statele Unite | Revărsare rezultată în urma unui dezastru major survenit în urma unui foraj petrolier, cascada formată a durat 3 zile                 | 29°58′52″N 91°58′59″W / 29.981°N 91.983°V                          | [ 13 ]        |
|         | Jewel Rain Vortex (în engleză Rain Vortex) | 40         | Aeroportul Jewel Changi                  | Singapore     | Cea mai înaltă cascadă interioară din lume                                                                                            | 1°21′37″N 103°59′23″E / 1.3602208098026525°N 103.98978029977891°E  | [ 14 ]        |
|         | Cascada interioară Cloud Forest (în engleză Cloud Forest Indoor Waterfall)                                                                         | 35         | Cloud Forest, Gardens by the Bay         | Singapore     | La data construcției era cea mai înaltă cascadă interioară din lume                                                                   | 1°17′02″N 103°51′58″E / 1.283876861594826°N 103.86601410648437°E   | [ 15 ]        |
|         | Cascada Jurong (în engleză Jurong Falls) | 30         | Parcul aviar Jurong                      | Singapore     | Cascadă situată în Jurong Bird Park (închis din 2023), la data construcției (1971) era cea mai înaltă cascadă interioară din lume     | 1°19′01″N 103°42′23″E / 1.3170019444802348°N 103.706435581494°E    | [ 16 ]        |
|         | Cascada din Parcul Victoria (în germană Viktoriapark Wasserfall\|)                                                                                 | 24         | Viktoriapark, Berlin-Kreuzberg           | Germania      | Cascadă construită în 1893, situată în parcul care poartă numele împărătesei Victoria                                                 | 52°29′18″N 13°22′54″E / 52.48832151164702°N 13.38173655878747°E    | [ 17 ]        |
|         | Fântâna muzicală din Aqua Mall, magazinul universal Lotte din Busan (în coreeană 롯데백화점 부산본점, transliterat: Losdebaeghwajeom busanbonjeom) | 18,2       | Aqua Mall, Lotte Department Store, Busan | Coreea de Sud | Coloana centrală formează o cascadă interioară, ansamblul constituind o fântână muzicală                                              | 35°09′25″N 129°03′23″E / 35.156846384174415°N 129.0565251556467°E  | [ 18 ] [ 19 ] |